# Граф Каррик (Ирландия)
Граф Каррик — наследственный титул в баронстве Иффа и Оффа Ист в графстве Типперэри (пэрство Ирландии).

## Первая креация
Титул графа Каррика был впервые создан в 1315 году английским королём Эдуардом II Плантагенетом для сэра Эдмунда Батлера (ок. 1270—1321), юстициария Ирландии. Титул получил своё название от Каррик мак Гриффит (современный город Каррик-он-Шур) в барнстве Иффа и Оффа Ист, графство Типперэри. Эдумунд был отцом Джеймса Батлера, 1-го графа Ормонда (1305—1338), и Джона Батлера из Клонамиклона (ум. 1330). Сэр Эдмунд Батлер, граф Каррик, отличился в борьбе против шотландского вторжения в Ирландию. В 1321 году после его смерти титул графа Каррика не был унаследовал его старшим сыном.

## Вторая креация
В 1629 году был создан титул виконта Икеррина (пэрство Ирландии) для генерал-лейтенанта сэра Пирса Батлера (ум. ок. 1674). Он был сыном сэра Джеймса «Ога» Батлера (ум. 1601) и потомком Джона Батлера из Клонамиклона (ум. 1330), второго сына Эдмунда Батлера, графа Каррика. Его потомок, Пирс Батлер, 4-й виконт Икеррин (1679—1710), сторонник свергнутого короля Якова II Стюарта, был объявлен вне закона в 1689 году после вступления на престол Вильгельма III Оранского и Марии II. В 1698 году он был помилован и смог вернуть своё место в ирландской палате лордов. Позднее лорд Икеррин получил чин бригадира.
Его сын, Джеймс Батлер, 5-й виконт Икеррин (1698—1712), скончался в раннем возрасте, а титул унаследовал его дядя, Томас Батлер, 6-й виконт Икеррин (1683—1719). Он был протестантским священником. Его старший сын, Джеймс Батлер, 7-й виконт (1714—1721), умер в детстве, баронский титул унаследовал его младший брат, Сомерсет Гамильтон Батлер, 8-й виконт Икеррин (1719—1774). В 1748 году для него был создан титул графа Каррика (пэрство Ирландии) в память о его далёком предке Джоне Батлере.
Его старший сын, Генри Батлер, 2-й граф Каррик (1746—1813), представлял Киллилей в ирландской палате общин (1768—1774). Ему наследовал его старший сын, Сомерсет Батлер, 3-й граф Каррик (1779—1838). Он заседал в Палате лордов Великобритании в качестве представителя ирландских пэров с 1819 по 1838 год. Его второй сын, Сомерсет Артур Батлер, 5-й граф Каррик (преемник своего старшего брата), был капитаном гренадерской гвардии и участвовал в Крымской войне с Россией.
5-й граф Каррик скончался неженатым в 1901 году, графский титул перешел к его двоюродному дяде, Чарльзу Генри Сомерсету Батлеру, 6-му графу Каррику (1851—1909). Он был внуком генерал-лейтенанта достопочтенного Генри Эдварда Батлера (1780—1856), второго сына Генри Батлера, 2-го графа Каррика. Лорд Каррик служил майором валлийского пехотного полка. Его сын, Чарльз Эрнест Батлер, 7-й граф Каррик (1873—1931), был контролером Хаусхолда и лордом-лейтенантом Ирландии (1913—1915), участвовал в Первой мировой войне. В 1912 году для него был создан титул барона Батлера из Маунт Джулиет в графстве Килкенни (пэрство Соединённого королевства), который дал ему автоматическое место в Палате лордов Великобритании.
По состоянию на 2024 год, носителем титула является его потомок Арион Томас Пирс Гамильтон Батлер, 11-й граф Каррик (род. 1975), который наследовал отцу в 2008 году. Виконт Икеррин — титул учтивости старшего сына и наследника графа Каррика.

## Виконты Икеррин (1629)
- Пирс Батлер, 1-й Виконт Икеррин (умер ок. 1674), сын Джеймса «Ога» Батлера и Эллис Батлер
- Пирс Батлер, 2-й Виконт Икеррин (1637 — ок. 1680), сын Джеймса Батлера (ум. 1638) и внук предыдущего
- Джеймс Батлер, 3-й Виконт Икеррин (ум. 26 октября 1688), сын предыдущего
- Пирс Батлер, 4-й Виконт Икеррин (1679 — 4 января 1710/11), старший сын 3-го виконта
- Джеймс Батлер, 5-й Виконт Икеррин (6 декабря 1698 — 19 июля 1712), единственный сын предыдущего
- Томас Батлер, 6-й Виконт Икеррин (1683 — 7 марта 1719), младший сын 3-го виконта
- Джеймс Батлер, 7-й Виконт Икеррин (1714 — 20 октября 1721), старший сын предыдущего
- Сомерсет Батлер, 8-й Виконт Икеррин (6 сентября 1719 — 15 апреля 1774), младший сын 6-го виконта, с 1748 года — граф Каррик.

## Графы Каррик (1748)
- 1748—1774: Сомерсет Батлер, 1-й граф Каррик (6 сентября 1719 — 15 апреля 1774), младший сын Томаса Батлера, 6-го виконта Икеррина
- 1774—1813: Генри Томас Батлер, 2-й граф Каррик (19 мая 1746 — 20 июля 1813), старший сын предыдущего
- 1813—1838: Сомерсет Ричард Батлер, 3-й граф Каррик (28 сентября 1779 — 4 февраля 1838), старший сын предыдущего
- 1838—1846: Генри Батлер, 4-й граф Каррик (февраль 1834 — 16 апреля 1846), старший сын предыдущего от второго брака
- 1846—1901: Сомерсет Артур Батлер, 5-й граф Каррик (30 января 1835 — 22 декабря 1901), младший сын 3-го графа Каррика
- 1901—1909: Чарльз Генри Сомерсет Батлер, 6-й граф Каррик (5 августа 1851 — 6 апреля 1909), сын Чарльза Джорджа Батлера (1823—1854), внук генерал-лейтенанта Генри Эдварда Батлера (1780—1856) и правнук Генри Томаса Батлера, 2-го графа Каррика.
- 1909—1931: Чарльз Эрнест Альфред Сомерсет Батлер, 7-й граф Каррик (15 ноября 1873 — 2 ноября 1931), единственный сын предыдущего
- 1931—1957: Теобальд Уолтер Сомерсет Генри Батлер, 8-й граф Каррик (23 мая 1903 — 31 июля 1957), старший сын предыдущего
- 1957—1992: Брайан Стюарт Сомерсет Теобальд Батлер, 9-й граф Каррик (17 августа 1931 — 8 октября 1992), сын и преемник предыдущего
- 1992—2008: Дэвид Теобальд Сомерсет Джеймс Батлер, 10-й граф Каррик (9 января 1953 — 8 января 2008), единственный сын предыдущего
- 2008 — настоящее время: Арион Томас Пирс Гамильтон Батлер, 11-й граф Каррик (род. 1 сентября 1975), старший сын предыдущего.